# 無線電報

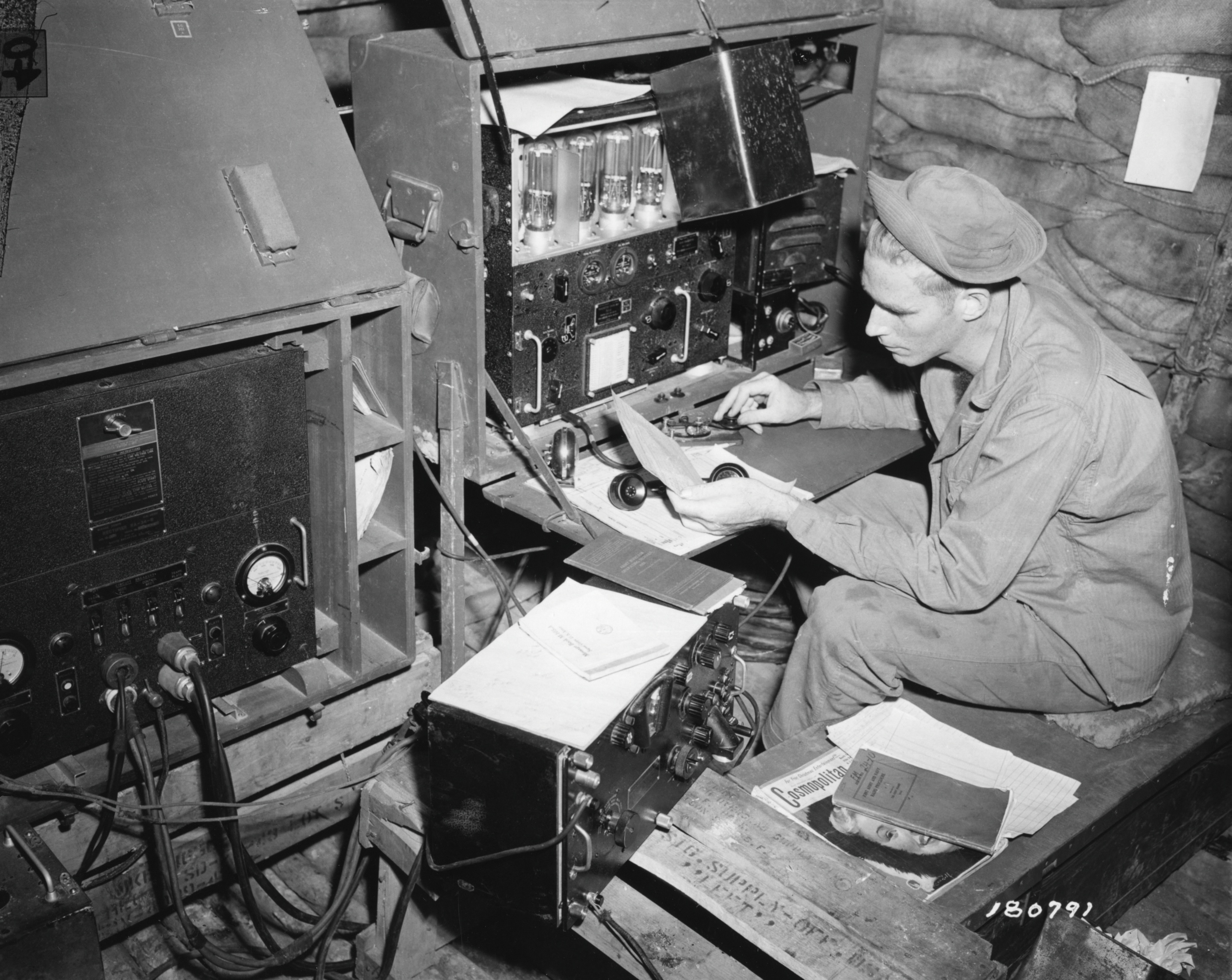
一個正傳遞無線電報的美軍通信兵，1943年攝於新幾內亞

無線電報是一種使用無線電波傳遞電報的技術。最早的無線電報收發器由古列尔莫·马可尼發明於1894年，隨後成為電報的主要收發方式。無線電報中，電報的信息由點和杠組成，如摩爾斯電碼。這些點杠是由發報員開關发报电键產生的。
20世紀前半期，無線電報多用於商業、軍事、外交通訊。它在兩次世界大戰中發揮了重要作用，但隨著第二次世界大戰的結束和電話普及而消失，之後一般只有业余无线电爱好者才會使用無線電報。